# The Montel Williams Show
The Montel Williams Show var en amerikansk talkshow med Montel Williams som programledare. Programmet som sändes syndikerat över USA sedan 1991 lades ner våren 2008. Showen hade då sänts i 17 år och fler än 3000 avsnitt producerats. Talkshowen visades på svenska i TV3 under en kortare period under 1990-talet, men lyckades aldrig riktigt sätta sig hos den svenska publiken. I maj 2007 återkom serien till TV3 på mornar med vardaglig sändning (bortsett från vissa uppehåll) fram till sommaren 2009 då seriens sista avsnitt visades. Dock sändes säsongerna från 2007 en gång till, från juni 2009 till juli 2010 på nätter och tidiga mornar. I många mindre och mellanstora städer i USA visades ett par år efter programmets nedläggning avsnitt i repris under rubriken "Best of Montel".

## Ämnen
Montel fokuserar ofta på ämnen som till exempel att återfinna förlorad kärlek, återförena mödrar med sina bortadopterade barn, personer med särskilda sjukdomar (bland annat eftersom Montel själv har en kronisk MS-sjukdom) eller historier om personer (främst kvinnor) som tagit sig ur traumatiska situationer. Varje vecka hade showen ett inslag där mediet Sylvia Browne medverkade. Hon gjorde läsningar av publiken och delgav dem sin syn på spiritism och livet efter detta.